# کریستین میدلبو
کریستین میدلبو (دانمارکی: Kristian Middelboe; ۲۴ مارس ۱۸۸۱ – ۲۰ مهٔ ۱۹۶۵) بازیکن فوتبال اهل دانمارک بود.
وی به‌همراه تیم ملی فوتبال دانمارک به مدال نقره در بازی‌های المپیک تابستانی ۱۹۰۸ رسیده‌است.